# Аполония Халкидическа
Вижте пояснителната страница за други значения на Аполония.
Аполония Халкидическа (на гръцки: Απολλωνία η Χαλκιδική) е древен град в Северна Гърция, разположен на Халкидическия полуостров.

## История
Аполония в античността е главният град на Халкидика, разположен северно от Олинт и леко южно от Холомонда. Градът не бива да се бърка с разположената на север от Холомонда Аполония Мигдонска. Ксенофонт описва Аполония Халкидическа като отдалечена на 10-12 мили от Олинт. Вероятно тази Аполония е секла красивите халкидически монети, които на лицето имат глава на Аполон, а на опакото лирата му с надпис Χαλκιδέων. Демостен твърди, че Аполония е сред гръцките градове унищожени от Филип II Македонски, вероятно по време войната му с Халкидическата лига в 348 година пр. Хр., когато е унищожен и Олинт.